# Prolagus sardus
Il prolago sardo (Prolagus sardus Wagner, 1829) è un mammifero lagomorfo estinto, appartenente alla famiglia Prolagidae.
Esistono numerose specie appartenenti al genere Prolagus, tutte vissute in Europa, Asia minore e Nord Africa a partire dal Miocene. La specie P. sardus, l'ultima del suo genere, era presente in Sardegna, Corsica e isole minori a partire dal Pleistocene inferiore e si estinse molto probabilmente in epoca romana; alcuni indizi lasciano supporre però che potesse essere sopravvissuto in piccole isole prossime alla Sardegna (come Tavolara) fino a 300 anni fa circa, o addirittura fino alla seconda metà dell'800. L'isola di Tavolara in particolare fu disabitata per secoli fino al 1780 circa.
La struttura scheletrica completa di Prolagus fu ricostruita nel 1967, grazie a numerosi ritrovamenti di ossa nella grotta di Corbeddu nei pressi di Oliena. Alcuni anni dopo, a partire da tali resti, gli stessi ricercatori, guidati dalla paleontologa statunitense Mary Dawson, furono in grado di ricostruire, con buona accuratezza, una riproduzione in gesso di come doveva apparire l'animale in vita: esso appare molto più tozzo e robusto rispetto alle specie di lagomorfi viventi, somigliante ad una sorta di via di mezzo fra un grosso coniglio selvatico ed un pica. Nel 2023, analisi paleogenetiche hanno permesso di ricostruirne parzialmente il  genoma mitocondriale.
Prolagus costituiva una fonte inesauribile di cibo per molteplici predatori pleistocenici, come uccelli rapaci, mustelidi ed il canide Cynotherium sardous che sembra essersi evoluto in ambiente insulare proprio per la caccia  a questo lagomorfo. La presenza del Prolagus inoltre facilitò l'insediamento delle prime comunità umane dell'isola.
P. sardus si estinse a causa dell'introduzione nell'isola di nuovi predatori (cani, gatti e piccoli mustelidi) e competitori ecologici (conigli e lepri). Non è da escludere anche la trasmissione di agenti patogeni da parte dei conigli e delle lepri introdotte in Sardegna e Corsica dai Romani.